# Альфіус Філемон Коул
Альфіус Філемон Коул (англ. Alphaeus Philemon Cole; 12 липня 1876, Джерсі-Сіті, Нью-Джерсі, США — 25 листопада 1988, Нью-Йорк) — американський художник, гравер та довгожитель, вік якого підтверджено Групою геронтологічних досліджень (GRG), Книгою рекордів Гіннеса та Групою LongeviQuest (LQ). 30 березня 1988 року після смерті Ельзони Максі він став найстарішою живою людиною в США та був найстарішим живим чоловіком у світі. Його батьком був відомий свого часу гравер Тімоті Коул. Також на момент смерті він був один із 10 найстаріших чоловіків у світі, чий вік був підтверджений. Помер у віці 112 років, 136 днів.

## Біографія
Альфіус Філемон Коул народився 12 липня 1878 року в Джерсі-Сіті, Нью-Джерсі, США. Коул почав навчатися живопису в Італії. Його учителем був Ісаак Крейг. З 1892 по 1901 рік продовжив свою освіту в Парижі, пізніше навчався у Школі витончених Мистецтв.
З середини 1890-х років він почав створювати багато яскравих робіт, в основному різні натюрморти та портрети. Його твори були виставлені на всесвітній виставці в Парижі в 1900 році, а також на Панамериканській виставці в Буффало, Нью-Йорк у 1901 році.
У 1903 році Коул переїхав до Англії і одружився зі скульпторкою Маргарет Уорд Уолмслі. Також він займався гравіюванням, але ця робота приносила йому значно менше доходів, ніж його картини.
У 1911 році він знову переїжджає до США. У 1918 році Коул став членом Клубу Салмаганді, найстарішого професійного арт-клубу в США.
З 1924 по 1931 рік він викладав портрет та натюрморт в Купер Юніон коледжі. Він був обраний членом Національної академії Дизайну в 1930 році. Він був президентом Нью-Йоркського акварелістського клубу з 1931 по 1941 рік.
У 1940-х роках, Коул працював оцінювачем картин у художній галереї у Манхеттені.
З 1952 по 1953 він був президентом Альянсу Художників Америки. Його перша дружина померла у 1961 році. У 1962 році Коул одружився з Анітою Ріо, вона була співачкою, але його дружина Аніта Ріо померла в 1973 році.
Коул активно займався творчістю та брав участь у виставках до 103 років. Він помер у Нью-Йоркському Челсі Готелі, де він жив протягом останніх 35 років. Роботи Коула знаходяться у постійній колекції Національної портретної галереї у Лондоні та у Бруклінському музеї. Частина його робіт зберігається також у Смітсонівському інституті.
Коул був офіційно визнаний найстаршим живим чоловіком у світі, з 5 січня 1987 року до його смерті, 25 листопада 1988 року. До нього найстарішим живим верифікованим чоловіком був 111-річний норвезький гірськолижник Герман Сміт-Йоганнсен. Після смерті Коула найстарішим живим чоловіком був визнаний 111-річний Джон Еванс. Коул є також першим чоловіком, який колись безперечно досяг віку 112 років.
25 листопада 1988 року Коул помер у віці 112 років 136 днів, Коул був найстаршим коли небудь художником.
Наразі ціни на роботи Коула коштують від 5000 гривень або більше.